# Santi patroni cattolici dei comuni della Campania
Lista di santi patroni cattolici dei comuni della Campania:

## Provincia di Avellino
| - Avellino: San Modestino. - Aiello del Sabato: San Sebastiano. - Altavilla Irpina: San Pellegrino martire. - Andretta: Sant'Antonio di Padova. - Aquilonia: San Vito. - Ariano Irpino: Sant'Ottone Frangipane. - Atripalda: San Sabino. - Avella: San Sebastiano. - Bagnoli Irpino: San Lorenzo. - Baiano: Santo Stefano. - Bisaccia: Sant'Antonio di Padova. - Bonito: San Bonito di Clermont. - Cairano: San Leone Magno. - Calabritto: San Giuseppe. - Calitri: San Canio. - Candida: San Filippo Neri. - Caposele: San Lorenzo. - Capriglia Irpina: San Nicola di Bari. - Carife: San Giovanni Battista. - Casalbore: Nostra Signora della Neve. - Cassano Irpino: San Bartolomeo. - Castel Baronia: Madonna delle Fratte. - Castelfranci: San Nicola di Bari. - Castelvetere sul Calore: Madonna delle Grazie. - Cervinara: San Gennaro. - Cesinali: San Silvestro. - Chianche: San Felice di Nola. - Chiusano di San Domenico: San Michele. - Contrada: San Michele. - Conza della Campania: Sant'Erberto. - Domicella: San Pietro e San Filippo Neri. - Flumeri: San Nicola di Bari. - Fontanarosa: San Nicola di Bari. - Forino: San Nicola di Bari. - Frigento: San Marciano. - Gesualdo: San Nicola di Bari. - Greci: San Bartolomeo. - Grottaminarda: San Tommaso. - Grottolella: Sant'Egidio Abate. - Guardia Lombardi: San Leone IX. - Lacedonia: San Nicola di Bari. - Lapio: San Pietro martire. - Lauro: San Sebastiano San Rocco. - Lioni: San Rocco. - Luogosano: San Marcellino. - Manocalzati: San Marco. - Marzano di Nola: San Trifone. - Melito Irpino: Sant'Egidio Abate. - Mercogliano: San Modestino. - Mirabella Eclano: Madonna del Latte. - Montaguto: San Crescenzo di Tivoli. - Montecalvo Irpino: San Felice. - Montefalcione: Sant'Antonio di Padova. - Monteforte Irpino: San Martino. - Montefredane: San Nicola di Bari. - Montefusco: SS. Spina di Cristo. - Montella: San Rocco. - Montemarano: San Giovanni di Montemarano. - Montemiletto: San Gaetano. - Monteverde: Santa Caterina d'Alessandria. | - Montoro; San Nicola da Tolentino. - Morra De Sanctis: San Rocco. - Moschiano: Madonna della Carità. - Mugnano del Cardinale: Santa Filomena. - Nusco: Sant'Amato di Nusco. - Ospedaletto d'Alpinolo: Santi Filippo e Giacomo. - Pago del Vallo di Lauro: Sant'Antonio di Padova. - Parolise: San Rocco. - Paternopoli: San Nicola di Bari. - Petruro Irpino: San Bartolomeo. - Pietradefusi: San Faustino e Maria SS. dell'Arco. - Pietrastornina: San Biagio. - Prata di Principato Ultra: San Giacomo. - Pratola Serra: Madonna Addolorata e San Gerardo. - Quadrelle: San Giovanni Battista. - Quindici: Santa Maria delle Grazie. - Rocca San Felice: San Felice di Nola. - Roccabascerana: San Giorgio e San Leonardo. - Rotondi: San Michele. - Salza Irpina: Nostra Signora della Neve. - San Mango sul Calore: San Teodoro. - San Martino Valle Caudina: San Martino. - San Michele di Serino: San Michele. - San Nicola Baronia: San Nicola di Bari. - San Potito Ultra: San Potito. - San Sossio Baronia: San Sossio. - Sant'Andrea di Conza: Sant'Andrea Apostolo. - Sant'Angelo a Scala: San Michele. - Sant'Angelo all'Esca: San Michele. - Sant'Angelo dei Lombardi: San Michele. - Santa Lucia di Serino: Santa Lucia. - Santa Paolina: Santa Paolina. - Santo Stefano del Sole: San Vito e Santo Stefano. - Savignano Irpino: Sant'Anna e San Nicola di Bari. - Scampitella: San Michele. - Senerchia: San Michele. - Serino: San Francesco. - Sirignano: Sant'Andrea Apostolo. - Solofra: San Michele. - Sorbo Serpico: San Martino. - Sperone: Sant'Elia. - Sturno: San Domenico di Guzman. - Summonte: San Nicola di Bari. - Taurano: Santa Maria Assunta. - Taurasi: San Marciano. - Teora: San Nicola di Bari. - Torella dei Lombardi: Sant'Eustachio. - Torre Le Nocelle: San Ciriaco. - Torrioni: San Michele. - Trevico: Sant'Euplio. - Tufo: San Michele. - Vallata: San Bartolomeo. - Vallesaccarda: Maria Santissima Immacolata. - Venticano: Sant'Alessio e Santa Maria. - Villamaina: San Paolino. - Villanova del Battista: San Giovanni Battista. - Volturara Irpina: San Nicola di Bari. - Zungoli: Sant'Anna e San Crescenzo. |

## Provincia di Benevento
| - Benevento: San Bartolomeo Apostolo. - Airola: San Giorgio Martire. - Amorosi: San Michele Arcangelo. - Apice: San Giovanni Battista. - Apollosa: Sant'Anna. - Arpaia: Madonna delle Grazie e San Michele. - Arpaise: San Rocco. - Baselice: San Leonardo. - Bonea: San Nicola di Bari. - Bucciano: San Giovanni Battista. - Buonalbergo: Santissima Madonna della Macchia. - Calvi: San Gerardo Maiella. - Campolattaro: San Sebastiano. - Campoli del Monte Taburno: San Nicola di Bari. - Casalduni: Sant'Antonio di Padova. - Castelfranco in Miscano: San Giovanni Battista. - Castelpagano: San Donato. - Castelpoto: San Costanzo. - Castelvenere: san Barbato. - Castelvetere in Val Fortore: San Nicola di Bari. - Cautano: San Rocco. - Ceppaloni: San Nicola di Bari. - Cerreto Sannita: Sant'Antonio di Padova. - Circello: San Michele Arcangelo. - Colle Sannita: San Giorgio. - Cusano Mutri: San Nicola di Bari. - Dugenta: Sant'Andrea Apostolo. - Durazzano: San Vincenzo Ferreri. - Faicchio: San Giovanni Battista. - Foglianise: San Rocco. - Foiano di Val Fortore: San Giovanni Eremita. - Forchia: San Nicola di Bari. - Fragneto Monforte: San Nicola di Bari. - Fragneto l'Abate: Sant'Antonio di Padova. - Frasso Telesino: Santa Giuliana. - Ginestra degli Schiavoni: Sant'Antonio di Padova. - Guardia Sanframondi: San Filippo Neri. - Limatola: San Biagio. - Melizzano: San Pietro e San Paolo. | - Moiano: San Pietro. - Molinara: San Rocco. - Montefalcone di Val Fortore: San Giovanni Battista. - Montesarchio: San Nicola di Bari. - Morcone: San Bernardino da Siena. - Paduli: San Rocco. - Pago Veiano: San Donato. - Pannarano: San Giovanni Battista. - Paolisi: Sant'Andrea Apostolo. - Paupisi: Sant'Antonio di Padova. - Pesco Sannita: santa Reparata. - Pietraroja: San Nicola di Bari. - Pietrelcina: Madonna della Libera. - Ponte: San Giovanni Nepomuceno. - Pontelandolfo: Sant'Antonio di Padova. - Puglianello: San Giacomo. - Reino: Sant'Antonio di Padova. - San Bartolomeo in Galdo: San Bartolomeo. - San Giorgio del Sannio: San Giorgio. - San Giorgio la Molara: San Giorgio. - San Leucio del Sannio: San Leucio d'Alessandria. - San Lorenzello: San Lorenzo martire. - San Lorenzo Maggiore: San Lorenzo martire. - San Lupo: San Lupo di Troyes. - San Marco dei Cavoti: San Marco Evangelista. - San Martino Sannita: Santa Maria Assunta. - San Nazzaro: San Vincenzo Ferreri. - San Nicola Manfredi: San Nicola di Bari. - San Salvatore Telesino: San Leucio d'Alessandria - Sant'Agata de' Goti: Sant'Agata. - Sant'Angelo a Cupolo: San Michele Arcangelo. - Sant'Arcangelo Trimonte: San Sebastiano. - Santa Croce del Sannio: San Sebastiano. - Sassinoro: San Michele Arcangelo. - Solopaca: San Martino. - Telese Terme: Santo Stefano. - Tocco Caudio: Santi Cosma e Damiano. - Torrecuso: San Liberatore. - Vitulano: San Menna eremita. |

## Provincia di Caserta
| - Caserta: San Sebastiano e Sant'Anna. - Ailano: San Giovanni. - Alife: San Sisto. - Alvignano: San Ferdinando d'Aragona. - Arienzo: San Clemente. - Aversa: San Paolo - Madonna di Casaluce (Casaluce) - (Con Casaluce) - Baia e Latina: San Vito e San Lorenzo. - Bellona: Maria Santissima di Gerusalemme. - Caianello: San Michele. - Caiazzo: Santo Stefano Minicillo. - Calvi Risorta: San Casto. - Camigliano: San Simeone. - Cancello e Arnone: san Francesco. - Capodrise: Madonna del Carmine. - Capriati a Volturno: San Nicola di Bari. - Capua: Sant'Agata. - Carinaro: Sant'Eufemia. - Carinola: San Bernardo e San Martino eremita. - Casagiove: San Michele. - Casal di Principe: Maria SS Preziosa - Casaluce: Santa Maria ad Nives - Madonna di Casaluce - Casapesenna: Sant'Elena Imperatrice. - Casapulla: Sant'Elpidio. - Castel Campagnano: Nostra Signora della Neve. - Castel Morrone: Santa Maria della Misericordia. - Castel Volturno: San Castrese. - Castel di Sasso: San Biagio. - Castello del Matese: Sant'Antonio di Padova. - Cellole: Nostra Signora di Costantinopoli. - Cervino: San Vincenzo. - Cesa: San Cesario. - Ciorlano: San Nicola di Bari. - Conca della Campania: San Sebastiano. - Curti: San Rocco. - Dragoni: San Ferdinando d'Aragona. - Falciano del Massico: San Rocco. - Fontegreca: Santo Stefano. - Formicola: Santa Cristina. - Francolise: Santa Maria delle Grazie. - Frignano: Santi Nazario e Celso. - Gallo Matese: Sant'Antonio di Padova. - Galluccio: Sant'Antonio abate. - Giano Vetusto: Sant'Antonio di Padova. - Gioia Sannitica: San Michele. - Grazzanise: San Giovanni Battista. - Gricignano di Aversa: Sant'Andrea. - Letino: San Giovanni Battista. - Liberi: Sant'Alfonso - Lusciano: San Luciano d'Antiochia. - Macerata Campania: San Martino - Maddaloni: San Michele. - Marcianise: San Michele. | - Marzano Appio: - Mignano Monte Lungo: Sant'Antonio di Padova. - Mondragone: Maria Santissima Incaldana. - Orta di Atella: San Massimo. - Parete: San Pietro e Maria Santissima Della Rotonda - Pastorano: Madonna del Carmelo. - Piana di Monte Verna: Immacolata Concezione. - Piedimonte Matese: San Marcellino. - Pietramelara: San Rocco. - Pietravairano: Sant'Eraclio. - Pignataro Maggiore: San Giorgio. - Pontelatone: Maria Santissima dell'Orazione. - Portico di Caserta: San Pietro. - Prata Sannita: San Pancrazio. - Pratella: San Nicola. - Presenzano: San Nicola di Bari. - Raviscanina: San Michele. - Recale: Sant'Antimo. - Riardo: Sant'Antonio. - Rocca d'Evandro: San Rocco. - Roccamonfina: Sant'Antonio. - Roccaromana: San Cataldo. - Rocchetta e Croce: San Vito. - Ruviano: San Leone Magno. - San Cipriano d'Aversa: San Cipriano. - San Felice a Cancello: San Felice. - San Gregorio Matese: San Gregorio. - San Marcellino: San Marcellino Martire. - San Marco Evangelista: San Marco. - San Nicola la Strada: San Nicola di Bari. - San Pietro Infine: Sant'Antonio di Padova. - San Potito Sannitico: San Potito. - San Prisco: San Prisco. - San Tammaro: San Tammaro. - Sant'Angelo d'Alife: San Michele. - Sant'Arpino: Sant'Elpidio. - Santa Maria Capua Vetere: San Simmaco. - Santa Maria a Vico: San Nicola di Bari. - Santa Maria la Fossa: San Restituta. - Sessa Aurunca: San Leone IX Papa. - Sparanise: San Vitaliano di Capua. - Succivo: Gesù Trasfigurato. - Teano: San Paride e Santa Reparata. - Teverola: San Giovanni. - Tora e Piccilli: San Simeone. - Trentola-Ducenta: San Michele. - Vairano Patenora: San Bartolomeo - Valle Agricola: San Rocco. - Valle di Maddaloni: San Pancrazio. - Villa Literno: San Tammaro. - Villa di Briano: Santissima Maria Assunta. - Vitulazio: Santo Stefano. |

## Città metropolitana di Napoli
| - Napoli: San Gennaro (patrono principale) e 52 compatroni. - Acerra: San Cuono. - Afragola: Sant'Antonio. - Agerola: Sant'Antonio abate. - Anacapri: Sant'Antonio di Padova. - Arzano: Sant'Agrippino. - Bacoli: Sant'Anna. - Barano d'Ischia: San Giovanni Battista. - Boscoreale: Madonna del Carmine. - Boscotrecase: Sant'Anna. - Brusciano: San Sebastiano. - Caivano: Maria Santissima di Campiglione. - Calvizzano: San Giacomo. - Camposano: San Gavino. - Capri: San Costanzo. - Carbonara di Nola: Santi Cosma e Damiano. - Cardito: San Biagio. - Casalnuovo di Napoli: San Giacomo. - Casamarciano: San Clemente. - Casamicciola Terme: Santa Maria Maddalena. - Casandrino: Madonna Assunta in cielo. - Casavatore: San Giovanni Battista. - Casola di Napoli: Sant'Antonio di Padova. - Casoria: San Mauro. - Castellammare di Stabia: San Catello. - Castello di Cisterna: San Nicola di Bari. - Cercola: San Gennaro. - Cicciano: San Barbato. - Cimitile: San Felice. - Comiziano: San Severino. - Crispano: San Gregorio Magno. - Ercolano: San Gennaro. - Forio: San Vito. - Frattamaggiore: San Sossio. - Frattaminore: San Simeone. - Giugliano in Campania: Madonna della Pace e San Giuliano di Sora. - Gragnano: San Sebastiano. - Grumo Nevano: San Tammaro. - Ischia: San Giovan Giuseppe della Croce. - Lacco Ameno: Santa Restituta. - Lettere: Sant'Anna. - Liveri: San Giorgio. - Marano di Napoli: San Castrese. - Mariglianella: San Giovanni. - Marigliano: San Sebastiano. - Massa Lubrense: San Cataldo vescovo. | - Massa di Somma: Santa Maria Assunta. - Melito di Napoli: Santo Stefano. - Meta: Madonna del Lauro. - Monte di Procida: Santa Maria Assunta. - Mugnano di Napoli: San Biagio. - Nola: San Felice. - Ottaviano: San Michele arcangelo. - Palma Campania: San Biagio. - Piano di Sorrento: San Michele arcangelo. - Pimonte: San Michele. - Poggiomarino: Sant'Antonio di Padova. - Pollena Trocchia: San Giacomo. - Pomigliano d'Arco: San Felice. - Pompei: Madonna del Rosario. - Portici: San Ciro. - Pozzuoli: San Procolo. - Procida: San Michele Arcangelo. - Qualiano: Santo Stefano. - Quarto: Santa Maria. - Roccarainola: San Giovanni Battista. - San Gennaro Vesuviano: San Gennaro. - San Giorgio a Cremano: San Giorgio. - San Giuseppe Vesuviano: San Giuseppe. - San Paolo Bel Sito: San Sebastiano. - San Sebastiano al Vesuvio: San Sebastiano. - San Vitaliano: San Vitaliano di Capua. - Sant'Agnello: Sant'Agnello. - Sant'Anastasia: San Francesco Saverio. - Sant'Antimo: Sant'Antimo. - Sant'Antonio Abate: Sant'Antonio abate. - Santa Maria la Carità: Santa Maria. - Saviano: San Giacomo. - Scisciano: San Germano. - Serrara Fontana: San Vincenzo Ferreri. - Somma Vesuviana: San Gennaro. - Sorrento: Sant'Antonino abate. - Striano: San Severino. - Terzigno: Immacolata Concezione. - Torre Annunziata: Nostra Signora della Neve. - Torre del Greco: Immacolata Concezione, San Gennaro. - Trecase: San Gennaro. - Tufino: San Bartolomeo. - Vico Equense: San Ciro. - Villaricca: San Rocco. - Visciano: San Sebastiano. - Volla: San Michele arcangelo. |

## Provincia di Salerno
| - Salerno: San Matteo evangelista. - Acerno: San Donato d'Arezzo. - Agropoli: santi Pietro e Paolo. - Albanella: santi Sofia e Matteo evangelista. - Alfano: San Nicola di Bari. - Altavilla Silentina: Sant'Egidio. - Aquara: San Lucido di Aquara. - Amalfi: Sant'Andrea Apostolo. - Angri: San Giovanni Battista. - Ascea: San Nicola di Bari. - Atena Lucana: San Biagio. - Atrani: Santa Maria Maddalena. - Auletta: San Donato da Ripacandida. - Baronissi: San Francesco. - Battipaglia: Santa Maria della Speranza. - Bellizzi: Sacro Cuore di Gesù. - Bellosguardo: San Michele Arcangelo. - Bracigliano: San Giovanni Battista. - Buccino: Santa Maria Immacolata. - Buonabitacolo: Sant'Elia, profeta. - Caggiano: sant'Antonio di Padova. - Calvanico: San Michele Arcangelo. - Camerota: San Vincenzo Ferreri. - Campagna: Sant'Antonino abate. - Campora: San Nicola di Bari. - Cannalonga: San Turibio de Mogrovejo. - Capaccio-Paestum: San Vito di Lucania. - Casal Velino: San Biagio. - Casalbuono: Sant'Antero. - Casaletto Spartano: San Nicola di Bari. - Caselle in Pittari: San Michele Arcangelo. - Castel San Giorgio: San Rocco. - Castel San Lorenzo: San Giovanni Battista. - Castelcivita: San Nicola di Bari. - Castellabate: San Costabile. - Castelnuovo Cilento: Santa Maria Maddalena. - Castelnuovo di Conza: Santa Maria Maddalena. - Castiglione del Genovesi: San Michele Arcangelo. - Cava de' Tirreni: Sant'Auditore. - Celle di Bulgheria: Nostra Signora della Neve. - Centola: Sant'Apollonio. - Ceraso: San Nicola di Bari. - Cetara: San Pietro Apostolo. - Cicerale: San Giorgio. - Colliano: San Leone X. - Conca dei Marini: Sant'Antonio di Padova. - Controne: santi Donato e Nicola. - Contursi Terme: San Donato d'Arezzo. - Corbara: San Bartolomeo. - Corleto Monforte: Santa Barbara. - Cuccaro Vetere: San Pietro Apostolo. - Eboli: San Vito - Felitto: San Vito di Lucania. - Fisciano: San Vincenzo Ferreri. - Furore: San Pasquale Baylon. - Futani: San Marco Evangelista. - Giffoni Sei Casali: San Martino. - Giffoni Valle Piana: Santa Maria Annunziata. - Gioi: San Nicola di Bari. - Giungano: Maria Santissima Assunta. - Ispani: San Nicola di Bari. - Laureana Cilento: San Cono Abate. - Laurino: Sant'Elena. - Laurito: San Filippo d'Agira. - Laviano: San Pasquale Baylon. - Lustra: Maria delle Grazie. - Magliano Vetere: Santa Lucia. - Maiori: Santa Maria a Mare. - Mercato San Severino: San Rocco. - Minori: Santa Trofimena. - Moio della Civitella: Santa Veneranda. - Montano Antilia: San Sebastiano. - Monte San Giacomo: santi Giacomo e Anna. - Montecorice: San Biagio. - Montecorvino Pugliano: Sant'Antonio di Padova. - Montecorvino Rovella: santi Pietro e Paolo. - Monteforte Cilento: San Donato d'Arezzo. - Montesano sulla Marcellana: San Nicola di Bari. - Morigerati: San Demetrio. - Nocera Inferiore: San Prisco. | - Nocera Superiore: San Ciro. - Novi Velia: San Nicola di Bari. - Ogliastro Cilento: Madonna del Buon Consiglio. - Olevano sul Tusciano: San Michele Arcangelo. - Oliveto Citra: San Macario Abate. - Omignano: Madonna del Rosario. - Orria: san Felice. - Ottati: San Biagio. - Padula: San Michele Arcangelo - Pagani: Sant'Alfonso. - Palomonte: San Biagio. - Pellezzano: San Clemente. - Perdifumo: San Giacomo. - Perito: San Nicola di Bari. - Pertosa: San Benedetto da Norcia. - Petina: Sant'Onofrio. - Piaggine: San Nicola di Bari. - Pisciotta: santi Vito di Lucania e Agnello. - Polla: San Nicola di Bari. - Pollica: San Nicola di Bari. - Pontecagnano Faiano: San Benedetto. - Positano: San Vito di Lucania. - Postiglione: San Giorgio Martire e San Nicola di Bari - Praiano: santi Gennaro e Luca. - Prignano Cilento: San Nicola di Bari. - Ravello: San Pantaleone. - Ricigliano: San Cristoforo. - Roccadaspide: Santa Sinforosa. - Roccagloriosa: San Giovanni Battista. - Roccapiemonte: San Giovanni Battista. - Rofrano: San Nicola di Bari. - Romagnano al Monte: Madonna del Carmine. - Roscigno: San Rocco. - Rutino: San Michele. - Sacco: San Silvestro. - Sala Consilina: San Michele Arcangelo. - Salento: Santa Barbara. - Salvitelle: San Sebastiano. - San Cipriano Picentino: San Cipriano. - San Giovanni a Piro: Madonna di Pietrasanta. - San Gregorio Magno: San Gregorio Magno. - San Mango Piemonte: San Magno martire. - San Marzano sul Sarno: San Biagio. - San Mauro Cilento: San Mauro Martire. - San Mauro la Bruca: Sant'Eufemia. - San Pietro al Tanagro: San Pietro. - San Rufo: Madonna del Rosario. - San Valentino Torio: San Valentino. - Sant'Angelo a Fasanella: San Michele Arcangelo. - Sant'Arsenio: Sant'Arsenio. - Sant'Egidio del Monte Albino: San Nicola di Bari. - Santa Marina: Santa Marina. - Santomenna: San Menna. - Sanza: San Sabino. - Sapri: San Vito di Lucania. - Sarno: San Michele Arcangelo. - Sassano: San Giovanni Battista. - Scafati: Santa Maria delle Vergini. - Scala: San Lorenzo martire. - Serramezzana: San Filippo. - Serre: San Martino. - Sessa Cilento: Santo Stefano. - Siano: San Rocco. - Sicignano degli Alburni: San Matteo. - Stella Cilento: San Nicola di Bari. - Stio: San Pasquale Baylon. - Teggiano: San Cono da Teggiano. - Torchiara: Santissimo Salvatore. - Torraca: santi Pietro e Paolo. - Torre Orsaia: San Lorenzo martire. - Tortorella: San Vito di Lucania. - Tramonti: Sant'Antonio di Padova. - Trentinara: Santa Irene di Tessalonica. - Valle dell'Angelo: San Barbato. - Vallo della Lucania: San Pantaleone. - Valva: San Michele Arcangelo. - Vibonati: Sant'Antonio abate. - Vietri sul Mare: San Giovanni Battista. |